# Skateboarding na Letnich Igrzyskach Olimpijskich 2024 – street mężczyzn
Konkurs skateboardingu w streecie mężczyzn podczas XXXIII Letnich Igrzysk Olimpijskich w Paryżu odbył się w dniu 29 lipca 2024. Do rywalizacji przystąpiło 22 sportowców z 11 krajów. Mistrzem olimpijskim został Japończyk Yuto Horigome, wicemistrzem Amerykanin Jagger Eaton, a brąz zdobył jego rodak Nyjah Huston.
Arena zawodów znajdowała się na paryskim placu Zgody.

## System rozgrywek
Zawody były rozgrywane w dwóch rundach (półfinałowej i finałowej). Półfinały odbyły się w czterech grupach. Do finału awansowało 8 najlepszych zawodników ze wszystkich grup.
W każdej rundzie zawodnicy wykonywali dwa 45-sekundowe przejazdy, podczas których wykonywali pięć indywidualnych trików. Wynikiem końcowym była suma oceny za najlepszy z przejazdów i dwie najwyższe noty za triki.

## Wyniki

### Półfinał
| Miejsce | Grupa | Skater              | Reprezentacja     | Przejazdy | Przejazdy | Triki | Triki | Triki | Triki | Triki | Wynik  |
| Miejsce | Grupa | Skater              | Reprezentacja     | 1         | 2         | 1     | 2     | 3     | 4     | 5     | Wynik  |
| ------- | ----- | ------------------- | ----------------- | --------- | --------- | ----- | ----- | ----- | ----- | ----- | ------ |
| 1       | 2     | Jagger Eaton        | Stany Zjednoczone | 57.88     | 88.37     | 0.00  | 0.00  | 92.65 | 93.86 | 0.00  | 274.88 |
| 2       | 4     | Nyjah Huston        | Stany Zjednoczone | 17.89     | 90.18     | 90.31 | 0.00  | 92.17 | 0.00  | 0.00  | 272.66 |
| 3       | 2     | Sora Shirai         | Japonia           | 61.63     | 86.71     | 93.57 | 0.00  | 0.00  | 90.14 | 0.00  | 270.42 |
| 4       | 3     | Yuto Horigome       | Japonia           | 89.72     | 34.75     | 93.08 | TNS   | 0.00  | 87.38 | 0.00  | 270.18 |
| 5       | 1     | Matias Dell Olio    | Argentyna         | 88.53     | 0.76      | 0.00  | 88.32 | 0.00  | 89.43 | 0.00  | 266.8  |
| 6       | 1     | Kelvin Hoefler      | Brazylia          | 86.48     | 90.41     | 0.00  | 73.98 | 85.53 | 0.00  | 89.30 | 265.24 |
| 7       | 4     | Cordano Russell     | Kanada            | 69.00     | 86.99     | 85.38 | 91.50 | 0.00  | 0.00  | 0.00  | 263.87 |
| 8       | 4     | Richard Tury        | Słowacja          | 87.84     | 53.37     | 78.84 | 0.00  | 0.00  | 0.00  | 91.31 | 257.99 |
| 9       | 2     | Vincent Milou       | Francja           | 62.29     | 71.49     | 87.20 | 0.00  | 94.09 | 0.00  | 0.00  | 252.78 |
| 10      | 1     | Mauro Iglesias      | Argentyna         | 8.73      | 79.50     | 0.00  | 90.12 | 0.00  | 0.00  | 79.47 | 249.09 |
| 11      | 1     | Matt Berger         | Kanada            | 44.53     | 51.99     | 0.00  | 0.00  | 0.00  | 88.50 | 89.95 | 230.44 |
| 12      | 2     | Brandon Valjalo     | Południowa Afryka | 31.25     | 33.50     | 0.00  | 81.61 | 82.06 | 0.00  | 0.00  | 197.17 |
| 13      | 3     | Giovanni Vianna     | Brazylia          | 85.67     | 44.03     | 0.00  | 0.00  | 92.85 | TNS   | 0.00  | 178.52 |
| 14      | 4     | Ginwoo Onodera      | Japonia           | 49.50     | 83.51     | 0.00  | 0.00  | 93.57 | 0.00  | 0.00  | 177.08 |
| 15      | 3     | Felipe Gustavo      | Brazylia          | 26.29     | 64.67     | 93.22 | 0.00  | 0.00  | 0.00  | 0.00  | 157.89 |
| 16      | 2     | Aurélien Giraud     | Francja           | 44.26     | 55.64     | 0.00  | 0.00  | 0.00  | 88.07 | 0.00  | 143.71 |
| 17      | 3     | Gustavo Ribeiro     | Portugalia        | 48.31     | 33.37     | 0.00  | 93.83 | 0.00  | 0.00  | 0.00  | 142.14 |
| 18      | 3     | Ryan Decenzo        | Kanada            | 18.06     | 25.84     | 0.00  | 0.00  | 90.85 | 0.00  | 0.00  | 116.69 |
| 19      | 1     | Shane O'Neill       | Australia         | 13.41     | 16.50     | 0.00  | 0.00  | 0.00  | 91.00 | 0.00  | 107.50 |
| 20      | 4     | Joseph Garbaccio    | Francja           | 39.72     | 72.57     | 0.00  | 0.00  | 0.00  | 0.00  | 0.00  | 72.57  |
| 21      | 2     | Chris Joslin        | Stany Zjednoczone | 50.84     | 31.50     | 0.00  | 0.00  | 0.00  | 0.00  | 0.00  | 50.84  |
| 22      | 1     | Jhancarlos González | Kolumbia          | 47.64     | 48.09     | 0.00  | 0.00  | 0.00  | 0.00  | 0.00  | 48.09  |

### Finał
| Miejsce | Skater           | Reprezentacja     | Przejazdy | Przejazdy | Triki | Triki | Triki | Triki | Triki | Wynik  |
| Miejsce | Skater           | Reprezentacja     | 1         | 2         | 1     | 2     | 3     | 4     | 5     | Wynik  |
| ------- | ---------------- | ----------------- | --------- | --------- | ----- | ----- | ----- | ----- | ----- | ------ |
| złoto   | Yuto Horigome    | Japonia           | 89.90     | 68.54     | 94.16 | 0.00  | 0.00  | 0.00  | 97.08 | 281.14 |
| srebro  | Jagger Eaton     | Stany Zjednoczone | 61.77     | 91.92     | 92.80 | 93.87 | 0.00  | 95.25 | 0.00  | 281.04 |
| brąz    | Nyjah Huston     | Stany Zjednoczone | 87.06     | 93.37     | 92.79 | 93.22 | 0.00  | 0.00  | 0.00  | 279.38 |
| 4       | Sora Shirai      | Japonia           | 90.11     | 39.34     | 93.80 | 0.00  | 0.00  | 94.21 | 0.00  | 278.12 |
| 5       | Richard Tury     | Słowacja          | 87.85     | 89.31     | 92.09 | 0.00  | 0.00  | 92.58 | 0.00  | 273.98 |
| 6       | Kelvin Hoefler   | Brazylia          | 87.25     | 38.74     | 90.14 | 0.00  | 92.88 | 0.00  | 0.00  | 270.27 |
| 7       | Cordano Russell  | Kanada            | 19.06     | 23.55     | 0.00  | 92.88 | 93.32 | 94.93 | 0.00  | 211.80 |
| 8       | Matias Dell Olio | Argentyna         | 69.14     | 69.86     | 0.00  | 0.00  | 0.00  | 0.00  | 84.12 | 153.98 |